# Михеевский сельсовет (Могилёвская область)
Михе́евский сельсовет (бел. Міхееўскі сельсавет) — административно-территориальная единица
Дрибинского района Могилёвской области Республики Беларусь.

## Население
- 1999 год — 2765 человек
- 2010 год — 2431 человек

На территории сельсовета расположены 36 населённых пунктов, в которых на 2011 год проживает 2487 жителей. Из них моложе трудоспособного возраста — 416 человек, трудоспособного возраста — 11336 человек, старше трудоспособного возраста — 735 человека. За последние три года согласно демографической ситуации в Михеевском сельсовете смертность превышает рождаемость. Так, в 2007 году родилось — 14 человек, умерло — 42 человека; в 2008 году родилось — 17, умерло — 57; в 2009 году родилось 20, умерло — 40. В 2010 года родилось — 20, умерло — 60.

## Предприятия
На территории сельсовета расположены 2 сельскохозяйственных предприятия: ОАО «Дрибинрайагропромтехснаб», ОАО «ЧерневкаАгро».

## Социальная сфера
На территории сельсовета расположены учреждения образования: ГУО «Михеевская средняя школа Дрибинского района», Михеевский детский сад-ясли, ГУО «Темнолесская базовая школа Дрибинского района», Темнолесский детский сад.
На территории сельсовета функционируют:
- Михеевская амбулатория врача общей практики
- Кледневичский фельдшерско-акушерский пункт
- Каребский фельдшерско-акушерский пункт
- Темнолесский фельдшерско-акушерский пункт

На территории Михеевского сельсовета расположено 9 магазинов Дрибинского РАЙПО, 3 магазина индивидуальных предпринимателей, работает 3 автомагазина, которые обслуживают отдаленные населённые пункты.
Бытовое обслуживание осуществляет комплексный приёмный пункт. Комплексные приёмные пункты оказывают все виды бытовых услуг.
Деревня Михеевка полностью газифицирована.
В д. Новое Прибужье, Абраимовка, Ярыги, Никольск, Крюковщина, Городецк, Старокожевка, Покутье, Гонтовля, Пичевка, Еськовка, Верба, Шаблавы созданы и работают дома социальных услуг. В соответствии с утверждённым графиком, дома социальных услуг посещают медицинские работники, работники торговли, культуры, районного отдела внутренних дел.

## Памятные места
На территории сельсовета расположено 10 воинских захоронений: памятники в д. Кледневичи и д. Абраимовка, могила лётчика в д. Старокожевка и д. Городецк, воинское захоронение в д. Полоски и д. Каребы, братская могила в д. Темный Лес, индивидуальная могила в д. Шаблавы, индивидуальное воинское захоронение в д. Тёмный Лес, воинское захоронение в д. Тёмный Лес.

## Самоуправление
На территории сельсовета работает Михеевский сельисполком и 23 старосты деревень, обеспечивающие местное самоуправление на местах, оказывающих помощь в решении вопросов благоустройства и жизнедеятельности населения.

## Состав
Включает 36 населённых пунктов:
- Абраимовка — деревня.
- Бестрень — деревня.
- Верба — деревня.
- Гонтовля — деревня.
- Городецк — деревня.
- Гололобовка — деревня.
- Губино — деревня.
- Дроздовка — деревня.
- Еськовка — деревня.
- Калинка — деревня.
- Каратышки — деревня.
- Каребы — деревня.
- Кледневичи — деревня.
- Крюковщина — деревня.
- Ледешня — деревня.
- Ленинский — посёлок.
- Лесковка — деревня.
- Михеевка — деревня.
- Никольск — деревня.
- Осиновка — деревня.
- Панеча — деревня.
- Перелоги — деревня.
- Пичевка — деревня.
- Покутье — деревня.
- Полоски — деревня.
- Поташня — деревня.
- Прибужье Новое — деревня.
- Прибужье Старое — деревня.
- Прибужье Старое — посёлок.
- Старокожевка — деревня.
- Темный Лес — агрогородок.
- Толкачи — деревня.
- Халипы — деревня.
- Шаблавы — деревня.
- Язычково — деревня.
- Ярыги — деревня.